# Ducado de Ciudad Rodrigo

Corona de duque con grandeza

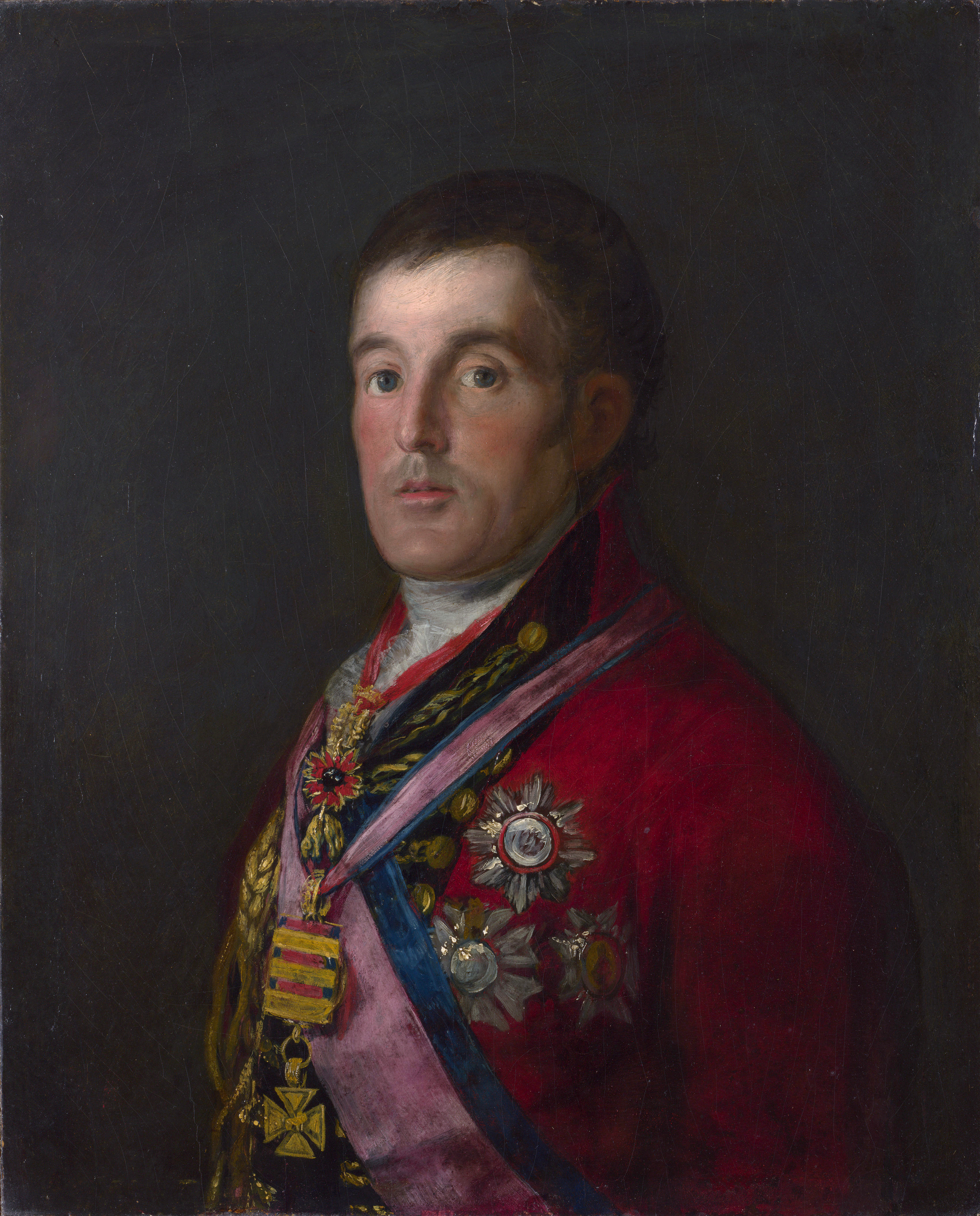
El primer duque de Wellington y i duque de Ciudad Rodrigo.

El ducado de Ciudad Rodrigo es un título nobiliario español, creado el 30 de enero de 1812 por el rey Fernando VII a favor del mariscal Arthur Wellesley en recompensa por su victoria en la guerra de la Independencia española, contra las fuerzas invasoras francesas.
Además de sus victorias en España y Portugal, contra los franceses, fue el que derrotó definitivamente a Napoleón I Bonaparte, en la batalla de Waterloo. Se le concedió, también el título español de vizconde de Talavera. Recibió, entre otros títulos del Reino Unido, el de duque de Wellington, así como otros del reino de Portugal y de los Países Bajos.
El 5 de marzo de 2010, el ducado de Ciudad Rodrigo fue solicitado por Charles Wellesley, antes marqués de Douro, el duque actual, por cesión de su padre, el noveno titular. El 12 de junio del mismo año fue publicada la orden del Ministerio de Justicia dando efecto a la cesión.

## Duques de Ciudad Rodrigo
|                           | Titular                                       | Periodo                   |
| Creación por Fernando VII | Creación por Fernando VII                     | Creación por Fernando VII |
| ------------------------- | --------------------------------------------- | ------------------------- |
| i                         | Arthur Wellesley, i duque de Wellington       | 1812-1852                 |
| ii                        | Arthur Wellesley, ii duque de Wellington      | 1852-1884                 |
| iii                       | Henry Wellesley, iii duque de Wellington      | 1884-1900                 |
| iv                        | Arthur Wellesley, iv duque de Wellington      | 1900-1934                 |
| v                         | Arthur Wellesley, v duque de Wellington       | 1934-1941                 |
| vi                        | Henry Wellesley, vi duque de Wellington       | 1941-1943                 |
| vii                       | Anne Wellesley, vii duquesa de Ciudad Rodrigo | 1943-1949                 |
| viii                      | Gerald Wellesley, vii duque de Wellington     | 1949-1968                 |
| ix                        | Arthur Wellesley, viii duque de Wellington    | 1972-2010                 |
| x                         | Charles Wellesley, ix duque de Wellington     | 2010-actual titular       |